# Isolona campanulata
Isolona campanulata Engl. & Diels – gatunek rośliny z rodziny flaszowcowatych (Annonaceae Juss.). Występuje naturalnie w Gwinei, Sierra Leone, Liberii, Wybrzeżu Kości Słoniowej, Ghanie, południowej Nigerii, w Kamerunie, Gabonie oraz Republice Środkowoafrykańskiej.

## Morfologia
PokrójZimozielone drzewo.
LiścieMają kształt od podłużnego do podłużnie lancetowatego. Mierzą 8–15 cm długości oraz 2–5 cm szerokości. Nasada liścia jest klinowa. Blaszka liściowa jest o ostrym długo spiczastym wierzchołku.
KwiatySą pojedyncze, rozwijają się w kątach pędów. Płatki mają trójkątny kształt, są zielone, później przebarwiając się na żółto, osiągają do 7–10 mm długości.
OwoceOwocostany o jajowatym kształcie. Osiągają 4–5 cm długości i 2–3 cm szerokości. Mają żółtą barwę.

## Biologia i ekologia
Rośnie w lasach.